# Subarnarekha
La Subarnarekha est un fleuve indien  d'une longueur de 395 km qui coule à travers les États de Jharkhand, Bengale-Occidental et d'Odisha. Elle se jette dans le golfe du Bengale.

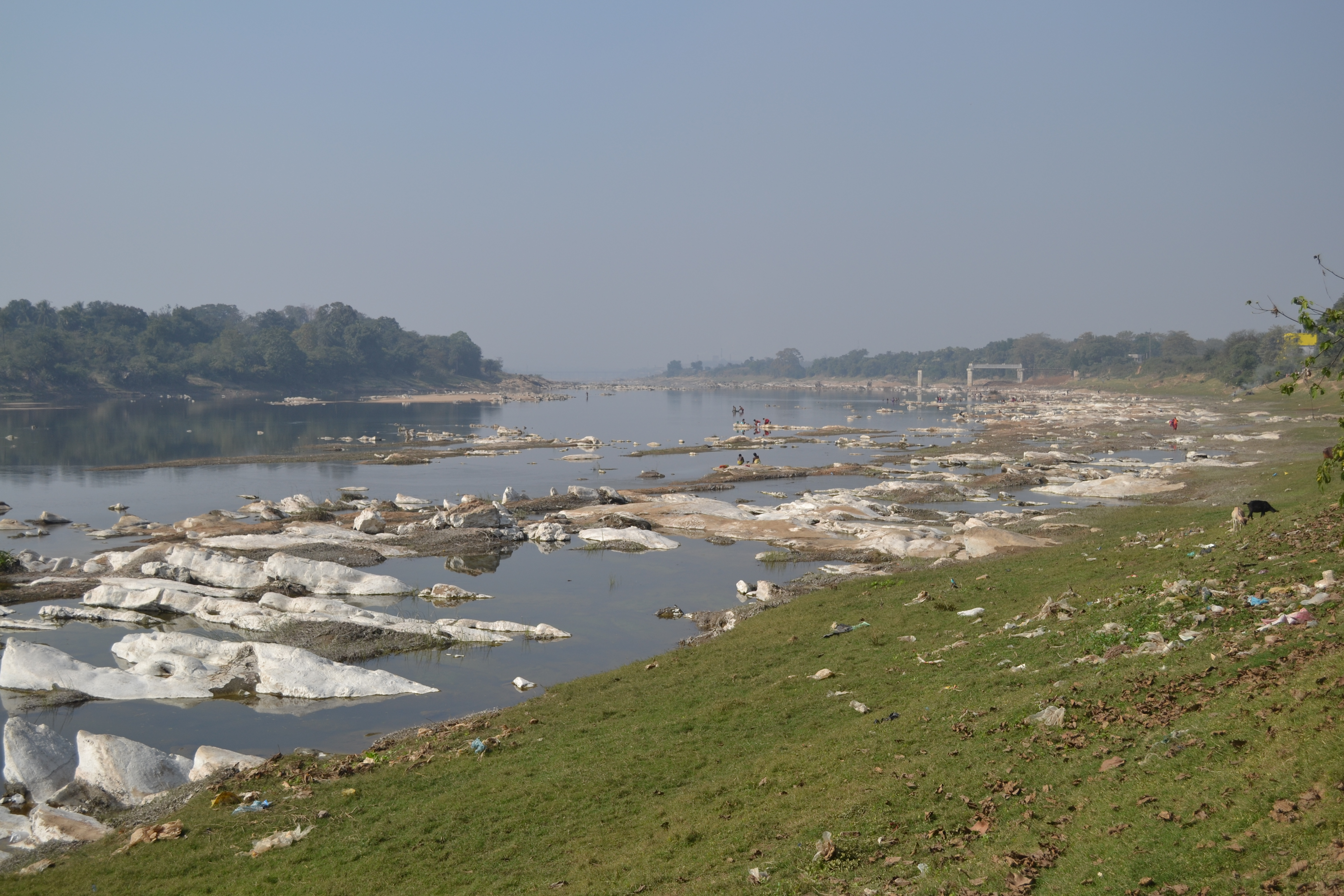
La Subarnarekha

## Source de la traduction
- (en) Cet article est partiellement ou en totalité issu de l’article de Wikipédia en anglais intitulé « Subarnarekha River » (voir la liste des auteurs).